# MCL 80
MCL 80 is een type metrostel geproduceerd door Alstom dat wordt gebruikt op lijn C van de metro van Lyon. De afkorting staat voor Métro Crémaillaire Lyonnais 1980 ('Lyonese tandradmetro 1980'). Het eerste stuk van deze lijn, tussen de stations Hôtel de Ville - Louis Pradel en Croix-Rousse is een tandradspoorweg, het tweede stuk bestaat uit normaal spoor. Hiermee heeft Lyon een unicum in huis: nergens ter wereld bestaat een deel van een metrolijn uit een tandradbaan.

## Geschiedenis
De MCL80 werden in 1980 besteld met het oog op de uitbreiding van lijn C van Croix-Rousse naar Hénon en Cuire. De drie bestaande treinstellen, die bij de opening in 1984 slechts 10 jaar in dienst waren geweest, zouden niet meer voldoen om een goede frequentie op de lijn te garanderen. Het ontwerp van de vijf nieuwe stellen gelijkt op die van de MPL 75 om het onderhoud ervan eenvoudig te houden.

## Specificaties

### Elektrische voeding
Alle metrostellen bestaan uit twee rijtuigen, genummerd 201/202 - 209/210. Elk van die rijtuigen staat op twee gemotoriseerde draaiblokken. Het metrostel wordt gevoed door bovenleiding met een spanning van 750 V. Twee stroomafnemers, op elk rijtuig een, voeden de motoren die een vermogen van 270 kW elk hebben. Een transformator in de bodem van een van de rijtuigen voedt de andere systemen in het metrostel, zoals de verlichting en de ventilatie, met 110 volt gelijkstroom.

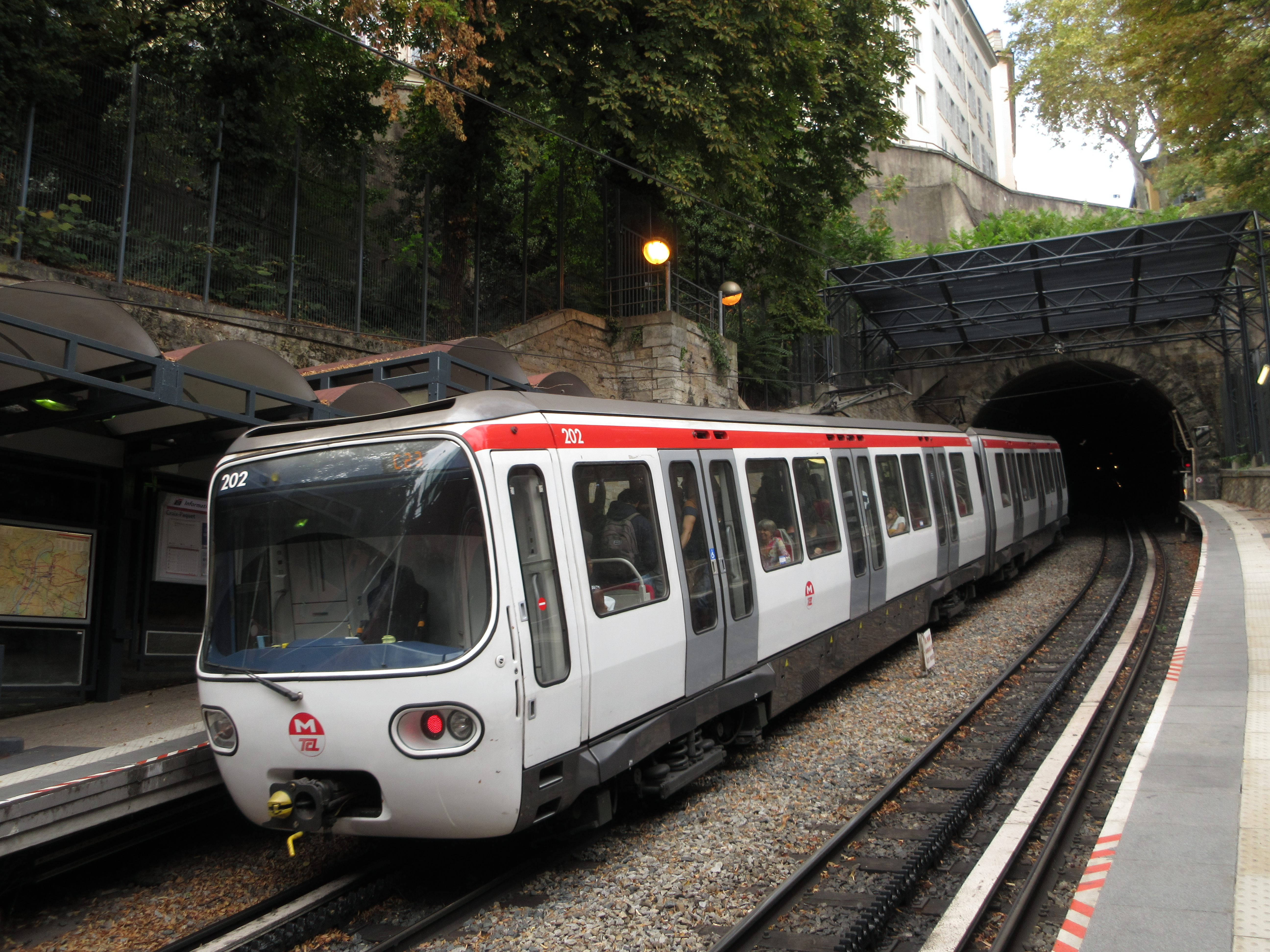
Een MCL 80 in het station Croix-Paquet op het steilste gedeelte van de lijn

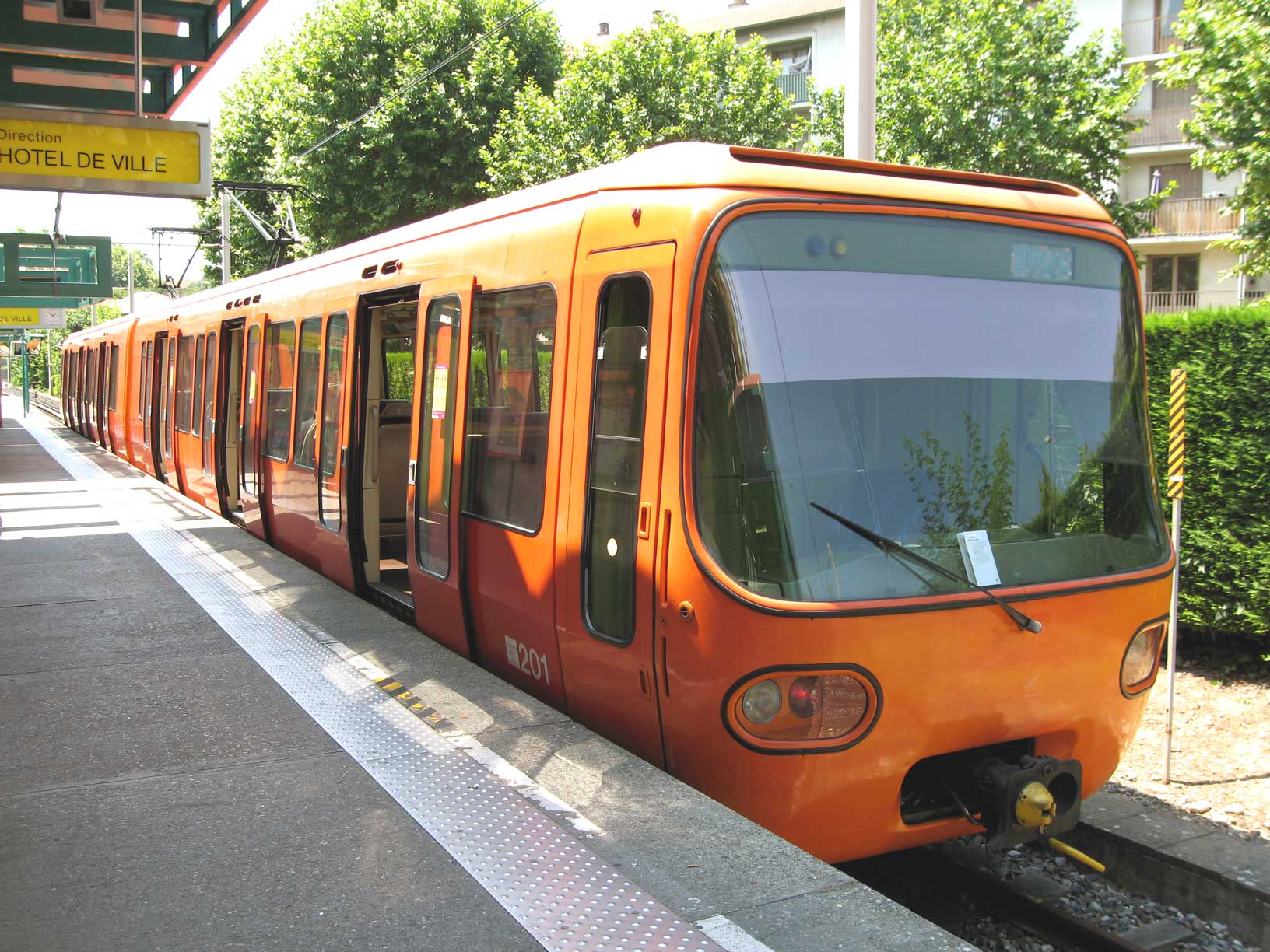
De MCL 80 in oorspronkelijke kleuren

### Tandrad
Het onderste gedeelte van het traject ligt op een scherpe helling (tussen Hôtel de Ville en Croix-Paquet is er een stijgingspercentage van 17%). Op dit gedeelte is het tandrad werkzaam om de trein vooruit te trekken, hierbij wordt gebruikgemaakt van het strub-systeem.
Er wordt op dit gedeelte van het traject niet snel gereden: stijgende treinen gaan niet harder dan 22 km/h, dalende treinen zelfs maar 17 km/h. Het bovenste gedeelte van het traject is vlakker en is de tandrad niet nodig. Tussen het station Croix-Rousse en Hénon. Bij het aangrijpen van het tandwiel in de tandbaan, als een metro van boven komt, kan er slechts 7 km/h worden gereden.
Uit veiligheidsredenen zijn de metrostellen uitgerust met verschillende remsystemen, zowel elektrische als mechanische. Bovendien zit er op elk tandrad ook nog een mechanische noodrem.

### Capaciteit
Elk treinstel heeft 100 zitplaatsen en daarbij nog zo'n 150 staanplaatsen. Hierbij dient te worden aangetekend dat staan in de metro lastig is door de scherpe helling in het onderste gedeelte van de tracé. De maximale bezetting die een MCL 80 aan zou kunnen is 400 reizigers.

## Exploitatie
TCL beschikt over 5 metrostellen van het type MCL 80 die gezamenlijk al het verkeer van lijn C verzorgen. De metrostellen worden geparkeerd en onderhouden in de ateliers de Hénon, nabij het station Hénon. De perrons langs de lijn zouden eventueel twee aan elkaar gekoppelde treinstellen kunnen ontvangen, het komt echter nooit voor dat er twee aan elkaar geschakeld worden.
Tussen 2005 en 2008 hebben alle metrostellen een belangrijke modernisatie ondergaan. Het ging hierbij niet alleen om een totale technische revisie, ook is het interieur geheel vernieuwd met nieuwe banken en nieuwe kleuren, en zijn de metrostellen wit geverfd met een rode band langs de bovenkant, zodat ze qua uiterlijk meer overeenkomen met de MPL 75 op lijn A en lijn B. Dit onderhoud heeft in de stad Albi plaatsgevonden; alle metrostellen zijn over de weg daarnaartoe gebracht.